# Grand Prix Kanady 2006
Grand Prix Kanady
 XLIII Grand Prix Air Canada
- 25. červen 2006
- Okruh Montreal
- 70 kol x 4,361 km = 305,270 km
- 759. Grand Prix
- 14. vítězství pro Fernanda Alonsa
- 32. vítězství pro Renault

## Výsledky
| Pozice | Jezdec               | Vůz               | Čas         |
| ------ | -------------------- | ----------------- | ----------- |
| 1      | Fernando Alonso      | Renault R26       | 1h34:37,308 |
| 2      | Michael Schumacher   | Ferrari 248 F1    | á           |
| 3      | Kimi Räikkönen       | McLaren MP4/21    | á           |
| 4      | Giancarlo Fisichella | Renault R26       | á           |
| 5      | Felipe Massa         | Ferrari 248 F1    | á           |
| 6      | Jarno Trulli         | Toyota TF106      | á           |
| 7      | Nick Heidfeld        | BMW Sauber F1.06  | á           |
| 8      | David Coulthard      | Red Bull RB2      | á           |
| 9      | Jenson Button        | Honda RA106       |             |
| 10     | Scott Speed          | Torro Rosso STR01 |             |
| 11     | Christian Klien      | Red Bull RB2      | á           |
| 12     | Mark Webber          | Williams FW28     |             |
| 13     | Vitantonio Liuzzi    | Torro Rosso STR01 | á           |
| 14     | Tiago Monteiro       | Midland M16       | á           |
| 15     | Takuma Sató          | Super Aguri SA05  | á           |
| Kolo   | Odstoupili           | -                 | -           |
| 58     | Jacques Villeneuve   | BMW Sauber F1.06  | Nehoda      |
| 58     | Ralf Schumacher      | Toyota TF106      |             |
| 13     | Juan Pablo Montoya   | McLaren MP4/21    | Nehoda      |
| 11     | Rubens Barrichello   | Honda RA106       |             |
| 2      | Franck Montagny      | Super Aguri SA05  | Motor       |
| 1      | Nico Rosberg         | Williams FW28     | Kolize      |
| 0      | Christijan Albers    | Midland M16       | Kolize      |

### Nejrychlejší kolo
- Kimi Räikkönen'McLaren MP4/21'- 1:15,841

### Vedení v závodě
- 1.-22. kolo Fernando Alonso
- 23. – 24. kolo Kimi Räikkönen
- 25.-49. kolo Fernando Alonso
- 50. – 52. kolo Kimi Räikkönen
- 53.-70. kolo Fernando Alonso

### Sobotní tréninky
| 1  | Fernando Alonso Renault 1:15.455     | 2  | Giancarlo Fisichella Renault 1:15.521  |
| 3  | Jacques Villeneuve BMW 1:15.902      | 4  | Nick Heidfeld BMW 1:15.616             |
| 5  | Kimi Räikkönen McLaren 1:15.902      | 6  | Michael Schumacher Ferrari 1:15.959    |
| 7  | Juan Pablo Montoya McLaren 1:15.975  | 8  | Rubens Barrichello Honda 1:16.334      |
| 9  | Felipe Massa Ferrari 1:16.348        | 10 | Scott Speed Torro Rosso 1:16.493       |
| 11 | Christian Klien Red Bull 1:16.660    | 12 | Jenson Button Honda 1:16.673           |
| 13 | Mark Webber Williams 1:16.710        | 14 | David Coulthard Red Bull 1:16.765      |
| 15 | Nico Rosberg Williams 1:16.829       | 16 | Vitantonio Liuzzi Torro Rosso 1:16.928 |
| 17 | Jarno Trulli Toyota 1:17.503         | 18 | Tiago Monteiro Midland 1:17.747        |
| 19 | Ralf Schumacher Toyota 1:18.212      | 20 | Takuma Sató Super Aguri 1:18.926       |
| 21 | Franck Montagny Super Aguri 1:19.160 | 22 | Christijan Albers Midland 1:19.531     |

### Páteční tréninky
| *  | I. Trénink                             | *  | II. Trénink                            |
| -- | -------------------------------------- | -- | -------------------------------------- |
| 1  | Robert Kubica BMW 1:16,390             | 1  | Robert Kubica BMW 1:16.965             |
| 2  | Anthony Davidson Honda 1:18.306        | 2  | Fernando Alonso Renault 1:17.095       |
| 3  | Alexander Wurtz Williams 1:18.941      | 3  | Alexander Wurtz Williams 1:17.337      |
| 4  | Michael Schumacher Ferrari 1:18.994    | 4  | Kimi Räikkönen McLaren 1:17.490        |
| 5  | Rubens Barrichello Honda 1:19.070      | 5  | Anthony Davidson Honda 1:17.627        |
| 6  | Jenson Button Honda 1:19.165           | 6  | Giancarlo Fisichella Renault 1:17.805  |
| 7  | Neel Jani Torro Rosso 1:19.258         | 7  | Mark Webber Williams 1:23,099          |
| 8  | Robert Doornbos Red Bull 1:19.681      | 8  | Vitantonio Liuzzi Torro Rosso 1:18.009 |
| 9  | Vitantonio Liuzzi Torro Rosso 1:20.154 | 9  | Nick Heidfeld BMW 1:18.015             |
| 10 | Christijan Albers Midland 1:20.646     | 10 | Jacques Villeneuve BMW 1:18.035        |
| 11 | Tiago Monteiro Midland 1:20.799        | 11 | Robert Doornbos Red Bull 1:18.201      |
| 12 | Ralf Schumacher Toyota 1:20.861        | 12 | Rubens Barrichello Honda 1:18.279      |
| 13 | Franck Montagny Super Aguri 1:21.783   | 13 | Jenson Button Honda 1:18.429           |
| 14 | Takuma Sató Super Aguri 1:21.891       | 14 | Christijan Albers Midland 1:18.503     |
| 15 | Sakon Yamamoto Super Aguri 1:23.159    | 15 | Michael Schumacher Ferrari 1:18.549    |
| 16 | Felipe Massa Ferrari 1:23.179          | 16 | Ralf Schumacher Toyota 1:18.614        |
| 17 | Jarno Trulli Toyota 1:24.029           | 17 | Juan Pablo Montoya McLaren 1:18.761    |
| 18 | Giorgio Mondini Midland ****           | 18 | Christian Klien Red Bull 1:18.865      |
| 19 | Fernando Alonso Renault ****           | 19 | Jarno Trulli Toyota 1:18.868           |
| 20 | Giancarlo Fisichella Renault ****      | 20 | Scott Speed Torro Rosso 1:18.907       |
| 21 | Christian Klien Red Bull ****          | 21 | Nico Rosberg Williams 1:19.048         |
| 22 | Scott Speed Torro Rosso ****           | 22 | Felipe Massa Ferrari 1:19.099          |
| 23 | Jacques Villeneuve BMW ****            | 23 | Giorgio Mondini Midland 1:19.138       |
| 24 | David Coulthard Red Bull ****          | 24 | David Coulthard Red Bull 1:19.313      |
| 25 | Nick Heidfeld BMW ****                 | 25 | Neel Jani Torro Rosso 1:19.541         |
| 26 | Kimi Räikkönen McLaren ****            | 26 | Takuma Sató Super Aguri 1:19.624       |
| 27 | Juan Pablo Montoya McLaren ****        | 27 | Sakon Yamamoto Super Aguri 1:20.197    |
| 28 | Mark Webber Williams ****              | 28 | Tiago Monteiro Midland 1:20.262        |
| 29 | Nico Rosberg Williams ****             | 29 | Franck Montagny Super Aguri 1:21.434   |